# هوبرت گوف
هوبرت گوف (انگلیسی: Hubert Gough; ۱۲ اوت ۱۸۷۰ – ۱۸ مارس ۱۹۶۳)افسر ارشد ارتش بریتانیا در جنگ جهانی اول بود. او که مورد علاقه فرمانده کل بریتانیا، فیلد مارشال سر داگلاس هیگ بود.و از سال ۱۹۱۶ تا ۱۹۱۸لشکر پنجم بریتانیا را فرماندهی کرد. همچنین برندهٔ جوایزی همچون نشان حمام و نشان سلطنتی ویکتوریایی شده‌است.